# 모이자
모이자는 중화인민공화국에서 운영되고 있는 조선족 사이트이다.

## 공식 웹사이트
- 모이자 - 공식 웹사이트